# Novi csata
A novi csata 1799. augusztus 15-én zajlott le a második koalíciós háború idején. Az orosz - osztrák erők Alekszandr Vasziljevics Szuvorov tábornagy vezetésével vereséget mértek a Barthélemy Catherine Joubert tábornok parancsnoksága alatt álló francia seregre.
1799-ben a második koalíció erői már legyőzték a francia csapatokat Itáliában, Napóleon ekkor Egyiptomba vezetett egy expedíciós hadsereget. Cassanói csatában elszenvedett vereség után a franciák és az itáliai ciszalpin csapatok visszavonultak a Ligur Köztársaságba végső ellenállásra, közvetlenül a Novi várostól délre eső síkságon, néhány mérföldnyire délkeletre Spinetta Marengo településtől.
Augusztus 15-én a Szuvorov vezette osztrák–orosz hadsereg  megtámadta francia állásokat. Már a csata kezdetén csapás érte a franciákat, parancsnokuk, Joubert tábornok elesett, lelőtték egy végzetes pillanatban, de a franciák ellenálltak az osztrák támadásoknak és ellentámadásoknak. A koalíciós erők többször támadtak, a francia erők ellenálltak egészen délutánig, amikor Szuvorov végső csapásai miatt a franciák zűrzavarban, rendezetlenül a hegyekbe vonultak a Ligur-tenger partján.

## Fordítás
- Ez a szócikk részben vagy egészben  a   Battle of Novi (1799) című angol Wikipédia-szócikk fordításán alapul.  Az eredeti cikk szerkesztőit annak laptörténete sorolja fel. Ez a jelzés csupán a megfogalmazás eredetét és a szerzői jogokat jelzi, nem szolgál a cikkben szereplő információk forrásmegjelöléseként.